# Walter Bockmayer
Walter Bockmayer (né le 4 juillet 1948 à Fehrbach en Rhénanie-Palatinat et mort le 7 octobre 2014  à Cologne) est un réalisateur, scénariste et acteur de cinéma allemand. Il a notamment réalisé le film Jane bleibt Jane en 1977 et a remporté un Bundesfilmpreis en 1981 pour Looping, der lange Weg zum Glück.

## Filmographie

### Comme scénariste
- 1972 : Carmen
- 1973 : Gisela Wygman
- 1974 : La Traviata
- 1974 : Gay West
- 1975 : Salzstangengeflüster
- 1976 : Salzstangengeschrei
- 1977 : Jane bleibt Jane (TV)
- 1978 : Flammende Herzen
- 1979 : Victor (TV)
- 1981 : Looping (de) (adaptation)
- 1983 : Kiez (de)
- 1988 : La Fille au vautour

### Comme réalisateur
- 1972 : Carmen
- 1973 : Gisela Wygman
- 1974 : La Traviata
- 1974 : Gay West
- 1975 : Salzstangengeflüster
- 1976 : Salzstangengeschrei
- 1977 : Jane bleibt Jane (TV)
- 1978 : Flammende Herzen
- 1979 : Victor (TV)
- 1981 : Looping (de) (adaptation)
- 1983 : Kiez (de)
- 1988 : La Fille au vautour

### Comme acteur
- 1974 : Rivalinnen unter griechischer Sonne : Bette Davis
- 1975 : Salzstangengeflüster : Marianne
- 1976 : Salzstangengeschrei
- 1978 : L'Année des treize lunes : Seelenfrieda
- 1979 : Der ganz normale Wahnsinn (série TV) : aubergiste Emma (épisode Zweites Kapitel)
- 1979 : Der Durchdreher : l'aubergiste
- 1984 : Grundfleisch (court-métrage) : le boucher
- 1984 : Im Himmel ist die Hölle los : Marianne
- 1988 : La Fille au vautour